# Condado de Clackamas
O Condado de Clackamas (em inglês:  Clackamas County) é um dos 36 condados do estado americano do Oregon. A sede e maior cidade do condado é Oregon City. Foi fundado em 5 de julho de 1843.
O condado possui uma área de 1,879 milha quadradas (4,87 km2) dos quais {1,870,32 milha quadradas (4,8 km2) estão cobertos por terra, e uma população de 421 401 habitantes (segundo o Censo dos Estados Unidos de 2020. É o terceiro condado mais populoso do Oregon.